# Eugène Janiaud
 (mai 2025).
Motif : Homme politique tout à fait mineur. Les deux seules sources sont des coupures de presse du début du xxe siècle dont une n’est pas centrée et l’autre est un entretien
- Archive Wikiwix
- Bing
- Cairn
- DuckDuckGo
- E. Universalis
- Gallica
- Google
- G. Books
- G. News
- G. Scholar
- Persée
- Qwant
- (zh) Baidu
- (ru) Yandex
- (wd) trouver des œuvres sur Wikidata

| 1. | Préciser le motif de la pose du bandeau. | Précisez le motif de la pose du bandeau en utilisant la syntaxe suivante : {{admissibilité à vérifier\|date=août 2025\|motif=remplacez ce texte par le motif}}                      |
| 2. | Informer les utilisateurs concernés.     | Pensez à avertir le créateur de l'article, par exemple, en insérant le code ci-dessous sur sa page de discussion : {{subst:avertissement admissibilité à vérifier\|Eugène Janiaud}} |

Eugène Janiaud, né le 28 août 1869 à Paris où il est mort le 16 mai 1946, est un homme politique nationaliste français.

## Biographie
Né en 1869, Eugène Janiaud naît dans une famille ouvrière. Après avoir réalisé sa scolarité à l'école municipale Turgot, il entre comme employé dans la maison de commerce fondée par son père. Par la suite, il s'engage dès sa majorité dans l'armée au 22e régiment de dragons (cavalerie). Une fois rentré chez lui, il prend la direction de l'entreprise familiale. 

### Débuts en politique
Très jeune, il s'engage en politique aux côtés des nationalistes et participe activement au Comité qui permit l'élection de Julien Caron (rentré au Conseil municipal de Paris). En juin 1898, il aide à la fondation du Parti républicain socialiste français en compagnie de Henri Rochefort, Alfred Gabriel, Robert Poirier de Narçay, Pierre Foursin, etc. et en devient le trésorier. En plus de son activité politique, il participe à de nombreuses œuvres de bienfaisance et de solidarité sociale dans le 2e arrondissement puis, tour à tour, devient président de la "Société amicale d'épargne du deuxième", secrétaire de la chambre syndicale de literie, secrétaire du "Sou quotidien" (Société civile de retraite), membre du conseil d'administration de l'Association des anciens élèves de l'école Turgot. Il est aussi le président de la deuxième section de la "Mutualité socialiste" (Société civile de retraite et de prêts au travail).

### Les campagnes de 1906 et 1908
Pour les élections de 1906, soutenu par L'Intransigeant et La Patrie, et se présentant au nom de la Fédération des républicains socialistes et patriotes dans le 19e arrondissement de Paris, il énonce dans son programme comme slogan « Patrie, Liberté, Travail » et écrit que :
 « (Sa) candidature est une candidature de protestation contre la politique des mouchards, des franc-maçon, des sectaires et des antimilitaristes (...) » et contre la « République Judéo-Maçonnique. »
Aussi, durant sa campagne, à la manière de Julien Caron avant lui, il se revendique « socialiste » : 
« Aujourd’hui le fruit de cette propagande est arrivé à maturité. On rencontre fréquemment des citoyens abusés qui, croyant étendre l’humanité et le socialisme s’élèvent contre la défense nationale, contre l'armée et vont jusqu’à préconiser la désertion devant l’ennemi. Il est temps d'opposer un obstacle socialiste à cet envahissement et de montrer qu’il y a une forme de nationalisme (considéré comme l’opposé de l’internationalisme) qui revendique hautement le titre de socialiste et qui veut toutes les réformes sociales, réclamées vainement depuis plus de trente années par le prolétariat. »
Il se prononce donc en faveur de la création d'une caisse de retraite pour la vieillesse, d'une caisse de chômage, de lois sur l'invalidité au travail, etc. Il n'est finalement pas élu et se représente à nouveau dans le même quartier en 1908 avec un programme similaire dénonçant les « millionnaires juifs » et les agissements de l'« immonde coalition judéo-maçonnique ». Il n'est pas élu à nouveau.